# Помяни (Александровський повіт)
Помяни (пол. Pomiany) — село в Польщі, у гміні Конецьк Александровського повіту Куявсько-Поморського воєводства.
Населення — 109 осіб (2011).
У 1975-1998 роках село належало до Влоцлавського воєводства.

## Демографія
Демографічна структура станом на 31 березня 2011 року:
|          | Загалом | Допрацездатний вік | Працездатний вік | Постпрацездатний вік |
| -------- | ------- | ------------------ | ---------------- | -------------------- |
| Чоловіки | 58      | 21                 | 32               | 5                    |
| Жінки    | 51      | 9                  | 29               | 13                   |
| Разом    | 109     | 30                 | 61               | 18                   |